# 人马座VX
人马座VX是一颗位于人马座的红超巨星（也可能是红特超巨星），距离地球约1700秒差距（5542光年）。
人马座VX是一颗半规则变星，光变周期为732天，光谱型在M5.5（最亮时）和M9.8（最暗时）变化。它表面温度不高，在2400K到3300K之间变化，平均表面温度2900K。人马座VX的表现和米拉变星相似，在其大气层发现水分子和SiO脉泽的线索。